# Frédéric d'Alexandry d'Orengiani
Frédéric d'Alexandry d'Orengiani, né le 9 mars 1829 à Chambéry et mort le 27 octobre 1894 à Villard-d'Héry, est un homme politique savoyard, partisan de l'annexion de la Savoie à la France en 1860. Il porte le titre de baron.

## Biographie

### Origines
Frédéric d'Alexandry d'Orengiani naît le 9 mars 1829, à Chambéry,,, en Savoie, relevant du royaume de Sardaigne. Il est le fils du baron Hippolyte d'Alexandry d'Orengiani (1774-1850), avocat fiscal général, sénateur (1816), avocat-fiscal général (1827), président du Sénat de Savoie (1840-1850), commandeur de l'Ordre des Saints-Maurice-et-Lazare et d'Aurore-Dorothée Duclot.
La famille d'Alexandry d'Orengiani est originaire d'Ivrée, en Piémont. Elle s'est installée au château de Montchabod, situé à Villard-d'Héry le 8 août 1624.
Il épouse en 1855 Françoise Lucille Camille Cuillerie-Dupont, fille d'un banquier et manufacturier. Ils ont trois enfants, Lucien-Hippolyte (né le 9 mars 1857), Juliette (née le 6 mars 1859), Humbert-Ernest-Marie (né le 6 octobre 1862).

### Carrière politique savoyarde
Frédéric d'Alexandry d'Orengiani est désigné, en 1851, comme syndic d'Héry,. Il garde cette fonction jusqu'en 1859, veille de la réunion du duché de Savoie à la France.
Lors des débats précédant la réunion du duché à la France, il est secrétaire du comité central du parti pro-français pour Chambéry, précédant l'Annexion de la Savoie à la France en 1860. Il fait partie de la délégation de 41 savoisiens menée par le comte Amédée Greyfié de Bellecombe et envoyée auprès de l'Empereur Napoléon III. En effet, les conseils divisionnaires du duché se réunissent le 21 mars 1860 et décident de l'envoi d'une délégation de 41 personnalités (nobles, bourgeois, officiers ministériels) favorables à l'Annexion. La délégation est menée par le comte Amédée Greyfié de Bellecombe, et comprend pour la province de Chambéry le député d'Aix Gustave de Martinel, les conseillers provinciaux Louis Bérard, Maurice Blanc, Ernest de Boigne, les barons Frédéric d'Alexandry d'Orengiani et Louis Girod de Montfalcon, ainsi que Charles Bertier, Alexis Falcoz, Pierre-Louis Besson, l'avocat Antoine Bourbon, le docteur Dardel, Jacques Prosper Degaillon, Charles François, Félix Gruat, Pierre Viviand, Savey-Guerraz et le major de la Garde nationale Vuagnat. La province d'Annecy est représentée par les députés Albert-Eugène Lachenal, Joseph Ginet (Rumilly), Hippolyte Pissard (Saint-Julien) et Jacques Replat (Annecy), accompagnés par Claude Bastian (ancien député de Saint-Julien), Dufour, les barons Scipion Ruphy (Annecy) et Jules Blanc (Faverges), François Bétrix (directeur de la Banque de Savoie), le docteur Descotes, Magnin, Masset, Alexis Rollier. À noter que le Chablais, plutôt favorable à un rapprochement avec la Suisse voisine n'envoie qu'Édouard Dessaix, Félix Jordan, François Ramel et Gustave Folliet.

### Carrière politique française
Son engagement politique en faveur de l'Annexion lui permet d'être nommé par l'Empereur maire de la ville de Chambéry, en juin 1860,. Il accueille en gare de Chambéry, en compagnie du marquis Pantaléon Costa de Beauregard, président du Conseil général, le couple impérial le 27 août 1860 et leur remet les clefs de la ville. Il garde son mandat de maire jusqu'en 1870.
Il devient par ailleurs conseiller général, successivement, entre 1860 et 1880, des cantons du Châtelard, puis de Chamoux-sur-Gelon. Il est élu au cours de cette période Vice-président, puis président de l'Assemblée entre 1873 et 1874.
Le 30 janvier 1876, il est élu Sénateur de la Savoie, mandat qu'il conserve jusqu'en 1882,. Il se représente en 1882, mais échoue.
Frédéric d'Alexandry d'Orengiani meurt le 27 octobre 1894.

## Mandat
- 1851 — 1860 : Syndic de la commune d'Héry ;
- 1860 — 1870 : Maire de la ville de Chambéry ;
- 1860 — 1880 : Conseiller général de la Savoie des cantons du Châtelard, puis de Chamoux-sur-Gelon ;
- 1873 — 1874 Vice-président puis président de l'Assemblée du Conseil général de la Savoie ;
- 1876 — 1882 : Sénateur de Savoie.

## Décorations
Frédéric d'Alexandry d'Orengiani a obtenu les distinctions suivantes :
- Officier de l'ordre des Saints-Maurice-et-Lazare

- Officier de la Légion d'honneur, 20 avril 1869 (non mentionnée dans le Bulletins des lois et le Moniteur officiel)[3]
- Officier d'académie